# Chris Rigg
Pour les articles homonymes, voir Rigg.
Chris Rigg, né le 18 juin 2007 à Hebburn (Angleterre), est un footballeur anglais qui évolue au poste de milieu de terrain au Sunderland AFC.

## Biographie

### Sunderland AFC
Le 7 janvier 2023, Rigg fait ses débuts pour Sunderland AFC.

## Statistiques
| Saison                | Club                  | Championnat           | Championnat | Championnat | Coupe nationale | Coupe nationale | Coupe de la Ligue | Coupe de la Ligue | Compétition(s) continentale(s) | Compétition(s) continentale(s) | Compétition(s) continentale(s) | Total | Total |
| Saison                | Club                  | Division              | M.          | B.          | M.              | B.              | M.                | B.                | Comp.                          | M.                             | B.                             | M.    | B.    |
| 2022-2023             | Sunderland AFC        | Championship          | -           | -           | 3               | 0               | -                 | -                 | -                              | -                              | -                              | 3     | 0     |
| 2023-2024             | Sunderland AFC        | Championship          | 21          | 2           | -               | -               | 1                 | 1                 | -                              | -                              | -                              | 22    | 3     |
| 2024-2025             | Sunderland AFC        | Championship          | 35          | 4           | 1               | 0               | 1                 | 0                 | -                              | -                              | -                              | 37    | 4     |
| Total sur la carrière | Total sur la carrière | Total sur la carrière | 56          | 6           | 4               | 0               | 2                 | 1                 | -                              | -                              | -                              | 62    | 7     |